# المنار مول
المنار مول، هو أحد أقدم مراكز التسوق في رأس الخيمة. افتتح في سبتمبر 2000 مقابل الكورنيش البحري في قلب إمارة رأس الخيمة. يضمّ أكثر من 120 متجراً للبيع بالتجزئة، بما في ذلك متاجر أزياء راقية للكبار والصغار، ومحلات لمستحضرات العناية بالجسم والوجه، ومنافذ للاتصالات، ومصارف، ومجوهرات، ومتاجر للمستلزمات المنزلية، فضلاً عن متجر متعدّد الأقسام وسوبرماركت كارفور.
كما يضم المركز مدينة ألعاب تريدوم للأطفال وهي أكبر منطقة لعب مسقوفة في الإمارات العربية المتحدة إذ تحتوي على حديقة داخلية رائعة لخوض المغامرات إلى جانب أطول برج للسقوط الحرّ في الشرق الأوسط، بالإضافة إلى قاعات سينما (سينماز) التي تعرض مجموعة واسعة من الأفلام الشهيرة والناجحة حول العالم.